# Roxxxy Andrews
Michael Feliciano (Miami, 23 de setembre de 1983), conegut pel nom artístic Roxxxy Andrews, és un artista i drag-queen dels Estats Units, que va assolir la fama internacional en aparèixer a la cinquena temporada de RuPaul's Drag Race i a la segona temporada de RuPaul's Drag Race: All Stars.

## Biografia
Feliciano va créixer a North Miami Beach, Florida, en una família d'ascendència porto-riquenya i cubana. Va revelar a Drag Race que la seva mare l'abandonà a ell i a la seva germana a una parada d'autobús quan eren petits. Va ser criat per la seva àvia, Sonja, que va aparèixer en un episodi especial de Drag Race: All Stars 2 per a un repte de canvi d'imatge.
Roxxxy és membre de la casa de drag-queens Haus of Andrews, fundada el 1986 per laguanyadora de Miss Continental Tandi Andrews (1964-1995). La mare drag de Roxxxy era Erica Andrews (1969-2013). La carrera drag de Roxxxy va començar a Orlando, a les discoteques Parliament i Pulse, i més tard va començar a competir en certàmens de drag-queens. Andrews va guanyar Miss Continental Plus el 2010.

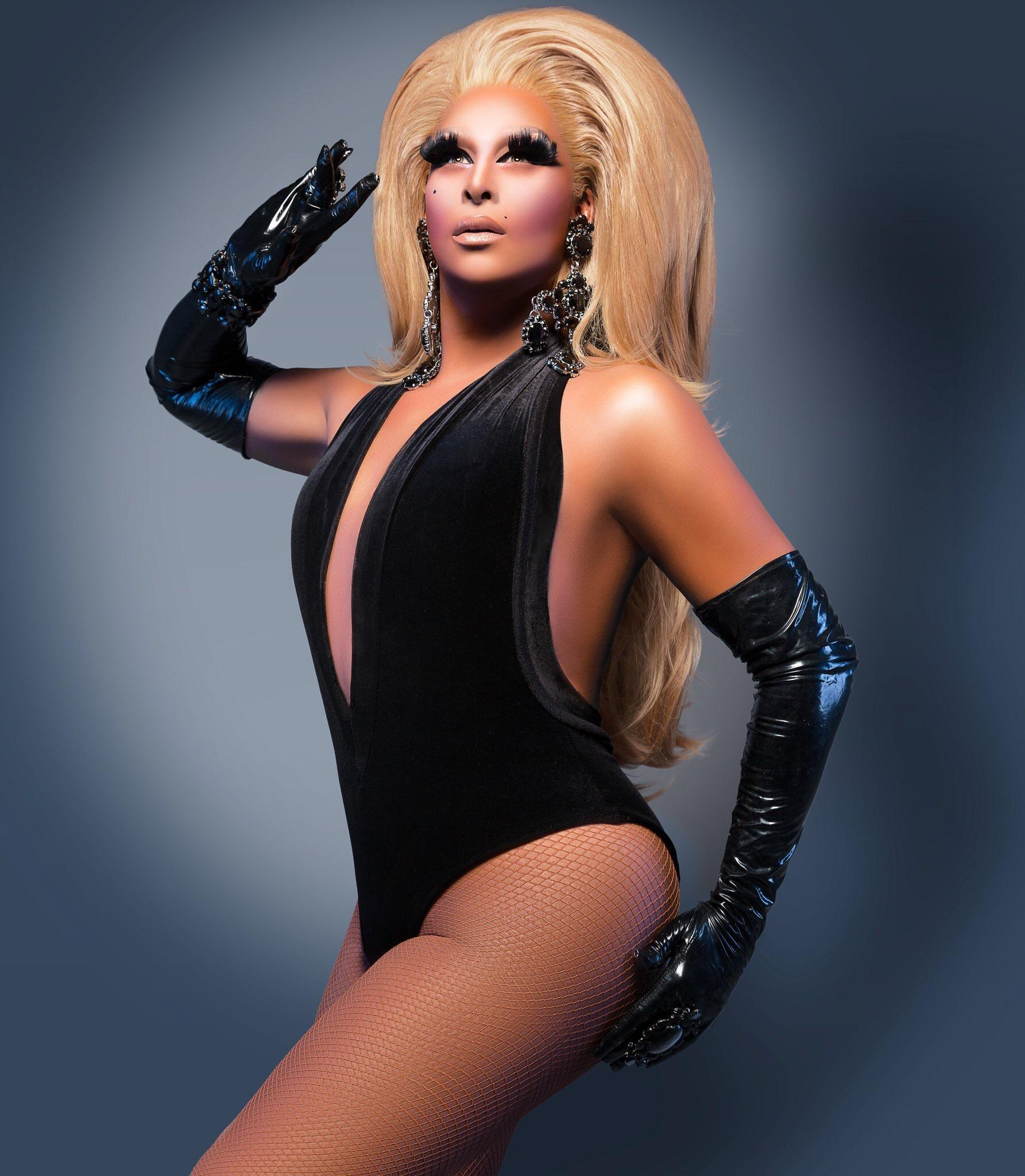
Feliciano, caracteritzat en el paper drag de Roxxxy Andrews.

Al novembre de 2012, Logo TV va anunciar que Roxxxy Andrews es trobava entre les 14 drag-queens que competirien a la cinquena temporada de la RuPaul's Drag Race. Com a Roxxxy Andrews, Feliciano va guanyar el primer repte principal de la temporada i el repte de repesca. En l'episodi "RuPaul Roast", Roxxxy va fer un duel de playback eliminatori contra Alyssa Edwards de la cançó "Whip My Hair " de Willow Smith. Durant el playback, Roxxxy es va treure la perruca per mostrar una altra perruca a sota. RuPaul va decidir no eliminar cap de les reines. RuPaul va declarar més tard que va ser la millor batalla de playback de la història. Al llarg de la temporada, Roxxxy va expressar la seva molèstia per com les "reines de la comèdia" que estaven "sense polir" guanyaven reptes i no marxaven a casa, una opinió dirigida sovint cap a Jinkx Monsoon, que va provocar una reacció negativa dels espectadors. Al maig de 2013, durant l'episodi Reunion de la temporada, Jinkx Monsoon va ser coronada com a "America's Next Drag Superstar", mentre que Roxxxy i Alaska Thunderfuck van ser declarades subcampiones.
Al juny del 2016 es va anunciar que Roxxxy tornaria a Rupaul's Drag Race per a la segona temporada d'All Stars. Andrews es va convertir en la primera concursant de la història del programa a guanyar el primer repte en les dues temporades en què van aparèixer. Andrews també es va convertir en la primera concursant de la història del programa que va durar més en el programa després de quedar en el darrer lloc cinc vegades, en arribar a la final de la temporada i, finalment, quedar en quarta posició.
Andrews va començar a fer drag a Pulse, la discoteca gai on es va produir el tiroteig de la discoteca d'Orlando el 12 de juny de 2016. Tres dies després, el 15 de juny, va compartir a Instagram un nou tatuatge que va fer-se en honor de les 49 vides perdudes i de les 53 persones ferides en el tiroteig. El tatuatge és del logotip de Pulse amb una línia de batec de cor vermella dibuixada al centre.
El juliol de 2020, va tornar de manera puntual a la cinquena temporada d'All Stars amb el paper de Lip-Sync Assassin.